# Símbolos de transformación
Transformaciones y símbolos de la libido (en alemán Wandlungen und Symbole der Libido) es una importante obra temprana de Carl Gustav Jung publicada en 1912.
Fue editada en inglés en 1916 por Beatrice M. Hinkle bajo el título alternativo Psychology of the Unconscious: a study of the transformations and symbolisms of the libido, a contribution to the history of the evolution of thought (Psicología de lo inconsciente: un estudio de las transformaciones y los simbolismos de la libido, una contribución a la historia de la evolución del pensamiento).
Jung publicó una versión revisada de la obra en 1952 como Símbolos de transformación. Análisis del preludio a una esquizofrenia (Symbole der Wandlung. Analyse des Vorspiels zu einer Schizophrenie). Se corresponde al quinto volumen de su Obra completa.

## Origen
En palabras de su autor la obra

Era la explosión de todos esos contenidos anímicos que no habían podido encontrar un sitio en la agobiante estrechez de la psicología y cosmovisión freudianas. Nada más lejos de mí que pretender minimizar de alguna manera los extraordinarios méritos reunidos por Freud en la investigación de la psique individual. Pero el marco conceptual en que Freud encuadraba el fenómeno del alma me parecía insoportablemente estrecho. (...) Me refiero solamente al causalismo reduccionista de su enfoque global y al hecho de que dejara fuera de consideración, casi podría decirse que totalmente, la tendencia finalística tan característica de todo lo psíquico. (...) Son ideas que se mueven dentro de los parámetros del racionalismo y del materialismo científico característicos de las postrimerías del siglo XIX.

Para Jung se trataba de

un ensayo sólo en parte feliz por proporcionar en primer lugar a la psicología médica un marco más amplio en el que encuadrar la totalidad del fenómeno psíquico. Entre mis propósitos, uno de los principales estribaba en liberar a la psicología médica del carácter subjetivo y personalista por entonces dominante en ella, hasta el punto, por lo menos, de que fuera posible entender lo inconsciente como una psique objetiva y colectiva.

En definitiva, el libro pasó a ser un mojón ubicado en el punto en que se bifurcaban dos caminos.

## Mss. Frank Miller
La obra trata del examen del material fantástico de una joven estadounidense a la que Jung no conocía personalmente, Miss Frank Miller (pseudónimo).

La verdadera intención de este libro se limita a una elaboración, lo más profunda posible, de todos esos factores de la historia del espíritu que confluyen en un producto individual e involuntario de la fantasía. Al lado de las fuentes manifiestamente personales, la fantasía creadora dispone también del espíritu primitivo, olvidado y sepultado desde hace mucho tiempo, con sus imágenes específicas, que se manifiestan en las mitologías de todos los pueblos y épocas. El conjunto de estas imágenes integra lo inconsciente colectivo, entregado in potentia a cada individuo por vía de la herencia. Es el correlato psíquico de la diferenciación del cerebro humano. En este hecho se cifra la razón de que las imágenes mitológicas afloren una y otra vez de forma espontánea y coincidente entre sí no sólo en todos los rincones del planeta, sino también en todas las épocas. Han existido siempre y en todo lugar. De ahí que resulte del todo natural que podamos relacionar sin problemas con un sistema individual de fantasías incluso los mitologemas más alejados cronológica y étnicamente de él. El fundamento creador es en todas partes la misma psique humana y el mismo cerebro humano que con variaciones relativamente pequeñas opera por doquier de la misma manera.

## Edición en castellano
- Jung, Carl Gustav (2012 [1ª edición, 1ª reimpresión]). Obra completa de Carl Gustav Jung. Volumen 5. Símbolos de transformación. Análisis del preludio a una esquizofrenia (1952) [Reelaboración del libro Transformaciones y símbolos de la libido (1912)]. Versión completa y definitiva incluyendo todas las ilustraciones ausentes en la edición parcial previa, cuatro prólogos, así como el anexo: Fenómenos de sugestión pasajera o autosugestión momentánea: Miss Frank Miller (pseudónimo) de Nueva York. Traducción Rafael Fernández de Maruri. 600 páginas. 123 ilustraciones. Madrid: Editorial Trotta. ISBN 978-84-9879-335-2.
- – (2007). Símbolos de transformación. Traducción Enrique Butelman. Barcelona: Paidós. ISBN 978-84-7509-138-9.

- Datos: Q3333474
- Multimedia: Wandlungen und Symbole der Libido / Q3333474